# Viodos-Abense-de-Bas
Viodos-Abense-de-Bas (tiếng Basque: Bildoze-Onizepea) là một xã thuộc tỉnh Pyrénées-Atlantiques trong vùng Aquitaine miền tây nam nước Pháp.